# Cova Figueira
Cova Figueira est une localité côtière du Cap-Vert, située au sud-est de l'île de Fogo, dans les îles de Sotavento, à 27 km de São Filipe par la route orientale.
Siège de la municipalité (concelho) de Santa Catarina do Fogo, c'est une « ville » (cidade) – un statut spécifique conféré automatiquement à tous les sièges de municipalités depuis 2010.